# ۳۹۲ (قمری)
۳۹۲ (قمری)، سیصد و نود و دومین سال در گاهشماری هجری قمری است. اول محرم این سال برابر با بیست و ششم نوامبر سال ۱۰۰۱ میلادی است.

## زادگان
- ۹ ذی‌القعده - ناصرخسرو، شاعر، حکیم و جهانگرد ایرانی

## وابسته
- بلاساغون
- سید رضی
- حمدانیان